# Carlos A. Carrillo (municipalité)
La municipalité de Carlos A. Carrillo est l'une des 212 municipalités de l'État de Veracruz, et est située dans la partie sud-est de cet État, au Mexique. Elle se trouve au sud du golfe du Mexique, sur la limite administrative séparant au sud l'État de Veracruz et l'État de Oaxaca. Elle appartient au bassin du fleuve Río Papaloapan, fleuve qui la traverse au nord, tandis que plusieurs lacs se trouvent dans sud de la municipalité. Ce dernier prend sa source plus au sud, dans le massif montagneux de la Sierra Madre de Oaxaca. Son chef-lieu est la ville éponyme de Carlos A. Carrillo. Cette municipalité est rattachée administrativement à la région Papaloapan, qui est une des 10 régions de l'État de Veracruz.

## Géographie

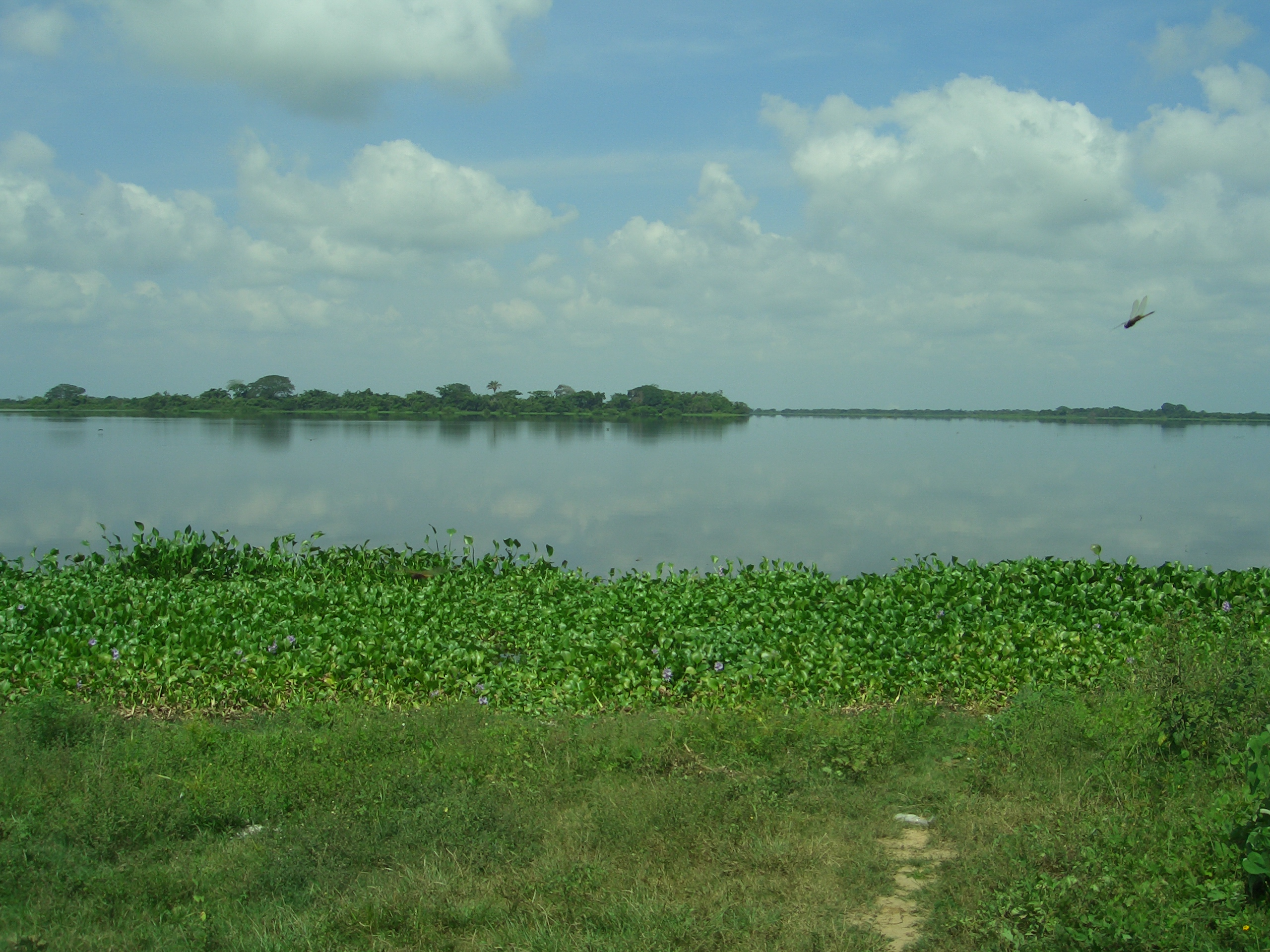
Le lac El Plan

Le territoire de la municipalité s'étend, du nord au sud, de part et d'autre du fleuve Río Papaloapan, tandis que deux de ses affluents le traversent : les rivières Susana et Guacimal, ce dernier formant sa limite nord. La partie sud de ce territoire comprend trois lacs : du nord au sud, les lacs El Plan, San Bartolo, et Juan García, tandis que dans la partie nord, au-delà du Río Papaloapan, se trouve un autre lac, le lac Del Salado. Son chef-lieu est la ville éponyme de Carlos A. Carrillo, qui se trouve sur la rive nord du fleuve, très proche à l'est de la ville de Cosamaloapan. Le territoire de cette municipalité couvre une surface de 245,8 km2, et était peuplé en 2015 de 24 565 habitants, pour une densité de 99,9 habitants par km2.
La municipalité est limitrophe au nord-est de celle de Amatitlán, à l'ouest de celles de Ixmatlahuacan, de Cosamaloapan de Carpio et de Chacaltianguis, et au sud-est de celle de José Azueta.

## Composition et démographie
La municipalité était composée en 2015 de 87 localités, dont une seule était considérée comme urbaine, les autres étant rurales.
| Localité            | Population |
| ------------------- | ---------- |
| Carlos A. Carrillo  | 17 989     |
| Venustiano Carranza | 547        |
| Tilapa              | 532        |
| Los Cocos           | 475        |
| Vicente Guerrero    | 355        |
| Reste des localités | 3009       |
| Total population    | 22 907     |

En plus de l'espagnol, plusieurs langues amérindiennes sont parlées dans la municipalité, dont les principales sont par ordre d'importance : le mazatèque, le mixtèque, le otomi et le chinantèque.

## Histoire
À la fin du XVIe siècle, se forme une vaste une vaste hacienda nommée Uluapan.
L'année 1896 voit la création d'un vaste domaine de plus de 3500 hectares, en vive gauche du Río Papaloapan, voués à la culture de la canne à sucre. Une usine destinée au raffinage du sucre est créée à San Cristóbal, aujourd'hui quartier ouest de la ville de Carlos A. Carrillo.
En 1932, la "congrégation" de San Cristóbal prend le nom de Carlos A. Carrillo. Elle dépendait alors de la municipalité de Cosamaloapan de Carpio.
La municipalité de Carlos A. Carrillo est créée par décret en 1996, par démembrement de la municipalité de Cosamaloapan de Carpio.

## Économie

### Agriculture et élevage
La superficie des parcelles semées représentait, en 2017 une surface totale de 7443,3 hectares, parmi lesquels 6844,8 hectares étaient voués à la culture de la canne à sucre, 509 hectares étaient voués à la culture du maïs, et 80 voués à celle du sorgo.
En 2017, la production par tonnes de viande comprenait 296,4 tonnes de viande bovine, 27,2 tonnes de viande porcine, 17,1 tonnes de viande ovine, 37,7 tonnes de volailles, et 1,8 tonne de dinde. La superficie vouée à l'élevage représentait alors 2308 hectares.

### Industrie

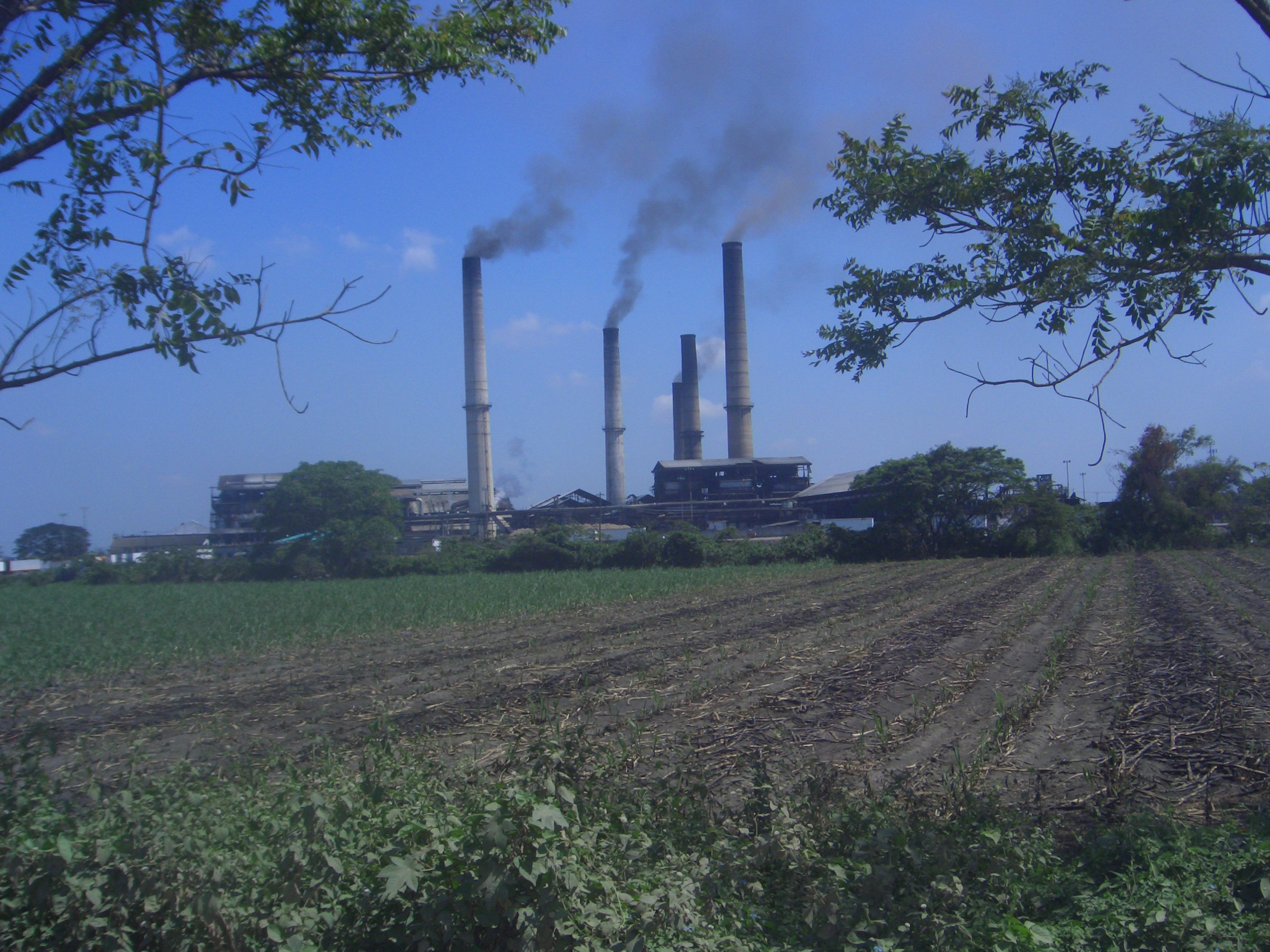
Usine San Cristóbal

Une usine de raffinage du sucre existe dans la ville de Carlos A. Carrillo, dans le quartier de San Cristóbal. Celle-ci a été fondée en 1896 par la société Pérez Río y Cía, alors dirigée par Julián Chinchurreta, Nicolás Pérez et Manuel Fernández del Río.